# Ignatius Donnelly
Ignatius Loyola Donnelly (Filadélfia, 3 de novembro de 1831 — Filadélfia, 1 de janeiro de 1901) foi um escritor e político norte-americano. Estudou Direito e teve atuação política em seu país, sendo eleito várias vezes deputado e senador.
Estudioso de vários assuntos, defendeu a existência da Atlântida, no livro "Atlântida, um mundo antediluviano" (1882). No livro "O grande criptograma" (Chicago, 1888), defendeu a tese de que as obras de William Shakespeare foram escritas por Sir Francis Bacon. Escreveu vários outros livros, tais como "Ragnarok: The Age Of Fire And Gravel" (Nova Iorque, 1886). A obra sobre a Atlântida foi citada por Helena P. Blavatsky, e alcançou 31 edições na América, Inglaterra e França.